# ロングライフホールディング
ロングライフホールディング株式会社（英: Longlife Holding Co., Ltd.）は、大阪市北区に本社を置く福祉介護サービスを行う企業の持株会社。みどり会の会員企業であり、三和グループに属している。

## 沿革
- 1986年（昭和61年）- 遠藤正一が大阪府堺市に株式会社関西福祉事業社を設立。
- 1997年（平成9年）- 大阪市北区に本社を移転。
- 1998年（平成10年）- 日本ロングライフ株式会社に社名変更。
- 2002年（平成14年）- 大阪証券取引所ナスダックジャパン（後のジャスダック）に上場。
- 2008年（平成20年）- 持株会社化移行により、現社名に変更。
- 2023年（令和5年）
  - 8月 - マネジメント・バイアウトの一環としてNPMI－LLH株式会社が株式公開買付けを実施し、 議決権所有割合ベースで58.86%の株式を取得[2]。
  - 10月 - 東京証券取引所スタンダード市場上場廃止。株式併合により株主がNPMI－LLH株式会社、ロングライフ総研株式会社及び遠藤正一のみとなる[3]。

## グループ企業
- 日本ロングライフ株式会社 - 首都圏・近畿地方中心に老人ホームを運営。
- エルケア株式会社 -「ロングライフ・エルケア」のブランド名で近畿地方及び首都圏で在宅老人介護サービスを実施
- ロングライフダイニング株式会社 - 日本ロングライフの老人ホームへの給食や、エルケアの在宅老人介護サービス利用者のケータリングサービスを行う。
- ロングライフメディカル株式会社 -「あおぞら薬局」を運営。
- ロングライフリゾート株式会社 - 会員制ホテル事業。
- ロングライフグローバルコンサルタント株式会社 - 海外事業を展開。

## CM
- ABCラジオで日本ロングライフが時報スポンサーに就いている（2017年8月現在、平日5時と土日6 - 9時）。